# San Francisco Warriors 1962-1963
La stagione 1962-63 dei San Francisco Warriors fu la 17ª nella NBA per la franchigia.
I San Francisco Warriors arrivarono quarti nella Western Division con un record di 31-49, non qualificandosi per i play-off.

## Risultati
| Squadra                | V  | P  | %    | GB |
| ---------------------- | -- | -- | ---- | -- |
| Los Angeles Lakers     | 53 | 27 | 66,3 | -  |
| St. Louis Hawks        | 48 | 32 | 60,0 | 5  |
| Detroit Pistons        | 34 | 46 | 42,5 | 19 |
| San Francisco Warriors | 31 | 49 | 38,8 | 22 |
| Chicago Zephyrs        | 25 | 55 | 31,3 | 28 |

## Roster
| N° | Naz.                   | Ruolo | Sportivo         | Anno | Alt. | Peso \|\| |
| -- | ---------------------- | ----- | ---------------- | ---- | ---- | --------- |
| 5  | Stati Uniti (bandiera) | G     | Guy Rodgers      | 1935 | 183  | 84        |
| 7  | Stati Uniti (bandiera) | GA    | Hubie White      | 1940 | 193  | 93        |
| 9  | Stati Uniti (bandiera) | GA    | George Lee       | 1936 | 193  | 91        |
| 11 | Stati Uniti (bandiera) | A     | Dave Gunther     | 1937 | 201  | 86        |
| 12 | Stati Uniti (bandiera) | GA    | Fred LaCour      | 1938 | 196  | 95        |
| 12 | Stati Uniti (bandiera) | A     | Ted Luckenbill   | 1939 | 198  | 93        |
| 13 | Stati Uniti (bandiera) | C     | Wilt Chamberlain | 1936 | 216  | 125       |
| 14 | Stati Uniti (bandiera) | A     | Tom Meschery     | 1938 | 198  | 98        |
| 15 | Stati Uniti (bandiera) | GA    | Tom Gola         | 1933 | 198  | 93        |
| 16 | Stati Uniti (bandiera) | G     | Al Attles        | 1936 | 183  | 79        |
| 17 | Stati Uniti (bandiera) | A     | Dave Fedor       | 1940 | 198  | 86        |
| 17 | Stati Uniti (bandiera) | A     | Ken Sears        | 1933 | 206  | 90        |
| 34 | Stati Uniti (bandiera) | G     | Gary Phillips    | 1939 | 191  | 86        |
| 43 | Stati Uniti (bandiera) | A     | Howie Montgomery | 1940 | 196  | 100       |
| 55 | Stati Uniti (bandiera) | AC    | Wayne Hightower  | 1940 | 203  | 87        |
| 71 | Stati Uniti (bandiera) | AC    | Willie Naulls    | 1934 | 198  | 102       |

## Staff tecnico
- Allenatore: Bob Feerick